# Uri Katzenstein
Uri Katzenstein (in ebraico אורי קצנשטיין‎?) (Tel Aviv, 17 febbraio 1951 – Tel Aviv, 24 agosto 2018) è stato uno scultore, musicista e produttore cinematografico israeliano, rinomato inoltre come costruttore di strumenti musicali e di macchinari produttori di suoni.

## Biografia
Nato a Tel Aviv, Israele nel 1951 Katzenstein da giovane si è dedicato alla musica, unendosi a vari gruppi musicali rock. Nel 1969, si è arruolato nelle Forze di difesa israeliane e ha combattuto nella Guerra del Kippur. Alla fine degli anni 1970, Katzenstein ha studiato presso l'Istituto d'Arte di San Francisco e, dopo avere ottenuto la sua laurea magistrale in Belle Arti (MFA) si è trasferito a New York, dove ha vissuto e lavorato fino alla fine degli anni 1980. Le sue prime opere, iniziando verso la fine degli anni settanta, hanno compreso svariate mostre di avanguardia, con opere di musica, video, suoni e altri progetti di mass media. Negli anni 1990, l'artista ha iniziato a creare sculture di statuette e staction figure (figurini), oltre ad oggetti e macchine da suono composte in un'unica rappresentazione visiva/auditiva.
Ritornato in Israele, Katzenstein insieme all'artista Noam HaLevi ha creato lo spettacolo "Midas". Nel 1993 ha preso parte all'opera rock "Samara" di Hallel Mitelpunkt e del gruppo Nikmat HaTraktor. Nel 1999, ha pubblicato un album, insieme a Ohad Fishof, intitolato "Skin O Daayba", che è poi servito da base per uno spettacolo musicale susseguente. Nel 2001, Katzenstein ha prodotto lo spettacolo "Home" con Renana Raz e Ohad Fishof. Nei primi anni del 2000 ha iniziato a creare videoarte composta da eventi surreali enfatizzando soggetti di identità personale. Tra le sue opere più importanti sono da sottolineare "Patʹshegen" (in ebraico פתשגן‎?) e "Family of Brothers" (משפחת האחים). I suoi primi lavori di "performance" (rappresentazione) sono stati presentati presso locali rinomati, come il The Kitchen, il No-Se-No, la galleria d'arte e nightclub 8BC, e Danceteria. Le sue opere di scultura, videoarte e "installation art" sono state esibite in musei come il Museo russo (San Pietroburgo), il Chelsea Art Museum (New York), il Kunsthalle Düsseldorf, l'Israel Museum, il Duke University Museum of Art (Carolina del Nord). Katzenstein ha partecipato alla Biennale di San Paolo (Brasile, 1991), la Biennale di Venezia (2001), la Biennale di Buenos Aires (primo premio, 2002), e la 9ª Biennale di Istanbul (2005). I suoi lavori di rappresentazione sono stati allestiti in teatri e gallerie di Londra, Berlino, San Francisco, Cardiff (Galles), Santiago di Compostela (Spagna), New York, e Tel Aviv.
Attualmente Uri Katzenstein insegna al Dipartimento di Belle Arti, presso la Facoltà di Umanistica dell'Università di Haifa.

## Premi
Katzenstein ha ricevuto i seguenti riconoscimenti:
- 1982 Creativity Encouragement Award, Ministero dell'Istruzione israeliano
- 1989 Work Completion Award, Ministero dell'Istruzione israeliano
- 1992 Grant, The America-Israel Cultural Foundation
- 1998 Grant for Creators in the field of Visual Arts, Ministero dell'Istruzione israeliano
- 2000 Isracart Award, Museo d'arte di Tel Aviv
- 2001 Biennale Award, Israeli Pavilion, Biennale di Venezia, Italia
- 2002 1st prize, Biennale d'Arte, Buenos Aires, Argentina
- 2014 Dan Sandler and Sandler Foundation Award for Sculpting, Museo d'arte di Tel Aviv[11][12][13]
- 2017 Dizengoff Prize

## Opere
- ha-Biʼanaleh ha-benleʼumit ha-21 shel San-Paʼulo 1991, Yiśraʼel (1991). di Nurit Daṿid, Yehoshuʻa Borḳovsḳi, Yiśraʼel Rabinovits, Uri Ḳatzenstein OCLC 58404699
- פתשגן / Patʹshegen (1993). di Uri Katzenstein ISBN 978-965-278-130-7
- Uri Katzenstein: missive: The Israel Museum, Jerusalem, (1993). di Uri Katzenstein OCLC 600838262
- Families (2000). di Uri Katzenstein; Duke University. Evans Family Cultural Residency Program. OCLC 49932271
- Uri Katzenstein: home: Venice Biennale 2001, the Israeli Pavilion (2001). di Uri Katzenstein; Yigal Zalmona; Ishai Adar; Binya Reches OCLC 753440505
- Hope machines (2007). di Uri Katzenstein; Merkaz le-omanut ʻakhshaṿit (Tel Aviv, Israele) OCLC 477287150
- Backyard (2015) di Uri Katzenstein; Tel-Aviv Museum ISBN 978-965-539-109-1